# Karl Seidenstücker
Karl Bernhard Seidenstücker (* 23. März 1876 in Gerbstedt; † 29. Oktober 1936 in Leipzig) war ein Pionier des Buddhismus in Deutschland, Indologe, Autor und Übersetzer. Mit dem auf seine Initiative 1903 gegründeten „Buddhistischen Missionsverein für Deutschland“ schuf er die ersten organisatorischen Strukturen für die Entwicklung des Buddhismus im deutschen Sprachraum.

## Leben
Karl Bernhard Seidenstücker wurde als Sohn des Superintendenten und Oberpfarrers Karl Seidenstücker in Gerbstedt geboren. Nach dem Abitur 1895 in den Franckesche Stiftungen in Halle studierte er bis 1902 Naturwissenschaften, Philosophie, Medizin, und Philologie, und hörte Indologie, Sanskrit, Pali, Chinesisch, und Birmanisch in Göttingen, Leipzig und Halle.
1902 bekannte er sich zur Lehre des Buddha und betrieb privat Studien des Pali. Er begann, sich intensiv mit der Indologie und der Verbreitung des Buddhismus zu beschäftigen und übersetzte zuerst Bücher, die den Buddhismus zum Inhalt hatten, aus dem Englischen für den Theosophischen Verlag von Hugo Vollrath in Leipzig. Ab 1908 war er mit Martha Dönig verheiratet, ihnen wurden ein Sohn und zwei Töchter geboren. 1913 wurde Seidenstücker mit einer Dissertation über Das Udana, eine kanonische Schrift des Pali-Buddhismus an der Universität Leipzig promoviert.
Unter dem Pseudonym Bruno Freydank übte er Kritik am Christentum. Obwohl Seidenstücker auch Kritik an Fehlentwicklungen des Buddhismus in Asien äußerte, erklärte er den Buddhismus zur „Religion der Zukunft“.
Zum 1. Dezember 1916 wurde er zum Militär eingezogen, vor Kriegsende wurde er aus Gesundheitsgründen entlassen.
Mitte der 1920er-Jahre vollzog Karl Seidenstücker, der in einem protestantischen Pfarrhaus aufgewachsen und zwei Jahrzehnte lang bekennender Buddhist war, eine zweite Konversion. Er wandte sich dem katholischen Glauben zu, den er bis zu seinem Tod 1936 praktizierte. Aus diesem Grund widmete damals niemand aus der buddhistischen Gemeinschaft in Deutschland ihrem „Gründervater“ einen Nachruf.

## Der Buddhistische Missionsverein und weitere buddhistische Vereine
Etwa zeitgleich mit dem Eintritt des ersten deutschen Mönchs (Bhikkhu Nyânatiloka) in den buddhistischen Orden, war Seidenstücker am 15. August 1903 maßgeblich an der Gründung der ersten deutschen buddhistischen Vereinigung, dem „Buddhistischen Missionsverein in Deutschland (Sitz Leipzig)“, beteiligt. Der Verein wurde von acht Personen gegründet, Generalsekretär wurde Karl Seidenstücker. Der Verein kollabierte bald, Seidenstücker gründete als Nachfolgeorganisation am 8. Mai 1905 die „Buddhistische Gesellschaft in Deutschland“. Im März 1907 gründete er die kurzlebige „Mahabodhi-Centrale“, am 1. Mai 1911 den „Deutschen Zweig der Mahabodhi-Gesellschaft“. Am 20. April 1913 kam dort es zum Bruch, Seidenstücker zog sich aus der Gesellschaft zurück. Seidenstücker versuchte, buddhistische Organisation zu schaffen, die in alle Teile Deutschlands ausstrahlen sollten.
Seidenstücker brachte in Zusammenarbeit mit theosophischen Kreisen einige buddhistische Zeitschriften (Der Buddhist, Buddhistische Welt) heraus, wurde aber bald zu einem scharfen Kritiker der Theosophen. Als Vortragender zum Thema Buddhismus war Seidenstücker vor allem in Leipzig, Berlin und Halle vielgefragt.
Am 12. September 1909 gründete er gemeinsam mit Karl Strünckmann, Walter Markgraf, Wolfgang Bohn, und Franz-Joseph Bauer die Deutsche Pali-Gesellschaft (DPG). Diese sollte sich, entsprechend dem britischen Vorbild der Pali Text Society, der Erforschung des Buddhismus und der Herausgabe buddhistischer Texte widmen. Am 18. April 1911 trat dort der gesamte Vorstand wegen Differenzen mit Seidenstücker zurück. 1921 gründete er mit Georg Grimm die „Altbuddhistische Gemeinde“ in Utting am Ammersee.

## Werk

### Bibliographie
- Bibliographie von Ulrich Steinke, abgerufen am 25. Januar 2014.

### Monographien
- Bruno Freydank (Pseudonym): Buddha und Christus: Eine buddhistische Apologetik. Buddhistischer Missionsverlag, Leipzig 1903.
- Karl Seidenstücker: Buddhistisches Vergissmeinnicht. Eine Sammlung buddhistischer Sprüche für alle Tage des Jahres. Leipzig 1905.
- Tsong Ka-Pa (Pseudonym): Die Greuel der „christlichen“ Zivilisation. Briefe eines buddhistischen Lama aus Tibet, herausgegeben von Bruno Freydank. Buddhistischer Missionsverlag, Leipzig 1903.[7]
- Karl Seidenstücker: Buddhistische Evangelien. Eine Auswahl von Texten aus den heiligen Büchern der Buddhisten. Verlag von Anna Fändrich, Leipzig 1909 (ab der 4. Aufl., erschienen im Verlag Altmann, Max Leipzig 1923, unter dem Titel: Buddhistische Evangelien. Ein religiöses Brevier auf der Grundlage der Lehre des Buddha).
- Karl Seidenstücker: Das Udana, eine kanonische Schrift des Pali-Buddhismus. Leipzig, 1913.
- Karl Seidenstücker: Pâli-Buddhismus in Übersetzungen. Leipzig 1911. (2. Aufl. 1923)
- Karl Seidenstücker: Elementargrammatik (Laut- u. Formenlehre) der Pāli-Sprache. Harrassowitz, Leipzig 1916.
- Karl Seidenstücker: Südbuddhistische Studien. Teil 1: Die Buddha-Legende in den Skulpturen des Ânanda-Tempels zu Pagan. Meissner, Hamburg 1916. (weitere Teile nicht erschienen)
- Karl Seidenstücker: Der weltliche Anhänger des Buddha. Winke und Unterweisungen für buddhistische Laien. Sphinx-Verlag, Augsburg 1923.
- Karl Seidenstücker: Zwölf Jātaka-Reliefs am Ananda-Tempel zu Pagan. Verlag Oskar Schloss, München-Neubiberg 1926.

## Als Herausgeber

### Der Buddhist
- 1. Jahrgang, April 1905–März 1906 (Archive.org)

## Belege
1. ↑  Im Folgenden weitgehend: Hellmuth Hecker: Lebensbilder deutsche Buddhisten, Band I: Die Gründer, Verlag Beyerlein und Steinschulte, 2. Auflage 1996, ISBN 978-3-931095-57-4, Seiten 170–199.
2. ↑  Findbuch Karl Seidenstücker (1876–1936) im Leibniz-Institut für Länderkunde, Leipzig.
3. ↑  Volker Zotz: Auf den glückseligen Inseln. Buddhismus in der deutschen Kultur. Theseus Verlag, Berlin 2000. ISBN 3-89620-151-4. S. 154–155.
4. ↑  Heinz Mürmerl: Der Beginn des institutionellen Buddhismus in Deutschland – Der Buddhistische Missionsverein in Deutschland (Sitz Leipzig) (Memento vom 3. Februar 2014 im Internet Archive). In: Universität Hamburg, Numata Zentrum für Buddhismuskunde (Hg.): Buddhismus in Geschichte und Gegenwart. Bd. 11: Erneuerungsbewegungen im Buddhismus. 2006, S. 157–173, hier S. 160 (online-Publikation).
5. ↑  Hellmuth Hecker: Lebensbilder deutsche Buddhisten, Band II: Die Nachfolger, Verlag Beyerlein und Steinschulte, 2. Auflage 1996, ISBN 978-3-931095-58-1, dort bei Karl Strünckmann, Seiten 341–343.
6. ↑  Hellmuth Hecker: Lebensbilder deutsche Buddhisten, Band II: Die Nachfolger, Verlag Beyerlein und Steinschulte, 2. Auflage 1996, ISBN 978-3-931095-58-1, dort bei Walter Markgraf, Seite 189.
7. ↑  Bibliographischer Nachweis (Memento des Originals vom 3. Februar 2014 im Internet Archive)  Info: Der Archivlink wurde automatisch eingesetzt und noch nicht geprüft. Bitte prüfe Original- und Archivlink gemäß Anleitung und entferne dann diesen Hinweis. der Universitäts- und Landesbibliothek Darmstadt

| Personendaten    | Personendaten                                       |
| ---------------- | --------------------------------------------------- |
| NAME             | Seidenstücker, Karl                                 |
| ALTERNATIVNAMEN  | Girimananda (Pseudonym); Bruno Freydank (Pseudonym) |
| KURZBESCHREIBUNG | deutscher Buddhist, Autor und Übersetzer            |
| GEBURTSDATUM     | 23. März 1876                                       |
| GEBURTSORT       | Gerbstedt, Sachsen-Anhalt                           |
| STERBEDATUM      | 29. Oktober 1936                                    |
| STERBEORT        | Leipzig                                             |